# Aksel Lund Svindal
Aksel Lund Svindal (Lørenskog, 26 dicembre 1982) è un ex sciatore alpino norvegese.
Sciatore polivalente, è stato l'atleta di punta della nazionale norvegese degli anni 2000 e 2010. Tra i suoi successi vanta due titoli olimpici (nel supergigante a Vancouver 2010 e nella discesa libera a Pyeongchang 2018), cinque iridati (nella discesa libera e nello slalom gigante a Åre 2007, nella supercombinata a Val-d'Isère 2009, nella supercombinata a Garmisch-Partenkirchen 2011 e nella discesa libera a Schladming 2013) e uno iridato juniores, due Coppe del Mondo generali e nove di specialità (due di discesa libera, cinque di supergigante, una di slalom gigante e una di combinata).
Ha vinto gare di Coppa del Mondo in quattro delle cinque specialità dello sci alpino: discesa libera, supergigante, slalom gigante e supercombinata; inoltre ai XXII Giochi olimpici invernali di Soči 2014 è stato portabandiera della Norvegia durante la cerimonia di apertura.

## Biografia

### Stagioni 1999-2004
Svindal, originario di Kjeller e attivo in gare FIS dal dicembre 1998, ha esordito in Coppa Europa il 28 novembre 2000 a Levi, chiudendo 43º in slalom gigante, e in Coppa del Mondo il 28 ottobre 2001 a Sölden nella medesima specialità, senza qualificarsi per la seconda manche.
Ai Mondiali juniores del 2002 ha dato prova di essere uno sciatore polivalente, vincendo l'oro nella combinata, l'argento nel supergigante e il bronzo nella discesa libera e nello slalom speciale. Nella successiva stagione 2002-2003 ha ottenuto i primi risultati di rilievo in Coppa Europa, tra i quali il primo podio il 28 novembre a Levi, in slalom gigante (2º), e la prima vittoria l'11 dicembre a San Vigilio, in uno slalom gigante nella formula KO; a fine stagione è risultato vincitore della classifica di slalom speciale e 3º nella classifica generale del circuito continentale. Nello stesso anno in Coppa del Mondo ha conquistato il primo podio, il 26 gennaio arrivando secondo nella combinata di Kitzbühel, e ha inoltre esordito ai campionati mondiali nella rassegna iridata di Sankt Moritz, classificandosi 22º nella discesa libera, 5º nello slalom gigante e non completando il supergigante.

### Stagioni 2005-2006
Nel 2005 ai Mondiali di Bormio/Santa Caterina Valfurva ha gareggiato in tutte le specialità, vincendo la medaglia d'argento nella combinata e piazzandosi 7º nella discesa libera e nel supergigante, 6º nello slalom gigante e 12º nello slalom speciale. Il 27 novembre 2005 ha vinto la sua prima gara di Coppa del Mondo, il supergigante di Lake Louise in Canada.
Anche ai XX Giochi olimpici invernali di Torino 2006 ha preso parte a tutte le gare in programma, classificandosi 21º nella discesa libera, 5º nel supergigante e 6º nello slalom gigante e non concludendo le prove di slalom speciale e di combinata. Al termine della stagione in Coppa del Mondo si è aggiudicato la Coppa del Mondo di supergigante e ha chiuso al secondo posto nella classifica generale dietro all'austriaco Benjamin Raich, iniziando un confronto che sarebbe proseguito negli anni successivi.

### Stagioni 2007-2008
Ai Mondiali di Åre 2007 Svindal ha conquistato le medaglie d'oro nella discesa libera e nello slalom gigante, mentre si è piazzato 13º nel supergigante, 5º nella supercombinata e non ha terminato lo slalom speciale. Ha inoltre vinto la Coppa del Mondo 2007 al termine di un serrato confronto finale con Raich, distanziandolo di tredici punti (minimo distacco mai registrato fino a quel momento con la modalità di punteggio introdotta nel 1992) e assicurandosi la vittoria al termine dell'ultima gara delle finali di Lenzerheide. Nella stessa stagione ha conquistato anche la Coppa del Mondo di slalom gigante e quella di combinata, assegnata dalla FIS per la prima volta.
La stagione 2007-2008 ha visto Svindal protagonista fino a novembre, con due vittorie nelle prime quattro gare. La stagione del norvegese, però, è stata compromessa da un infortunio subìto durante le prove della discesa libera di Beaver Creek che lo ha costretto a una lunga interruzione, escludendolo dalla lotta per la vittoria finale in Coppa del Mondo.

### Stagioni 2009-2010

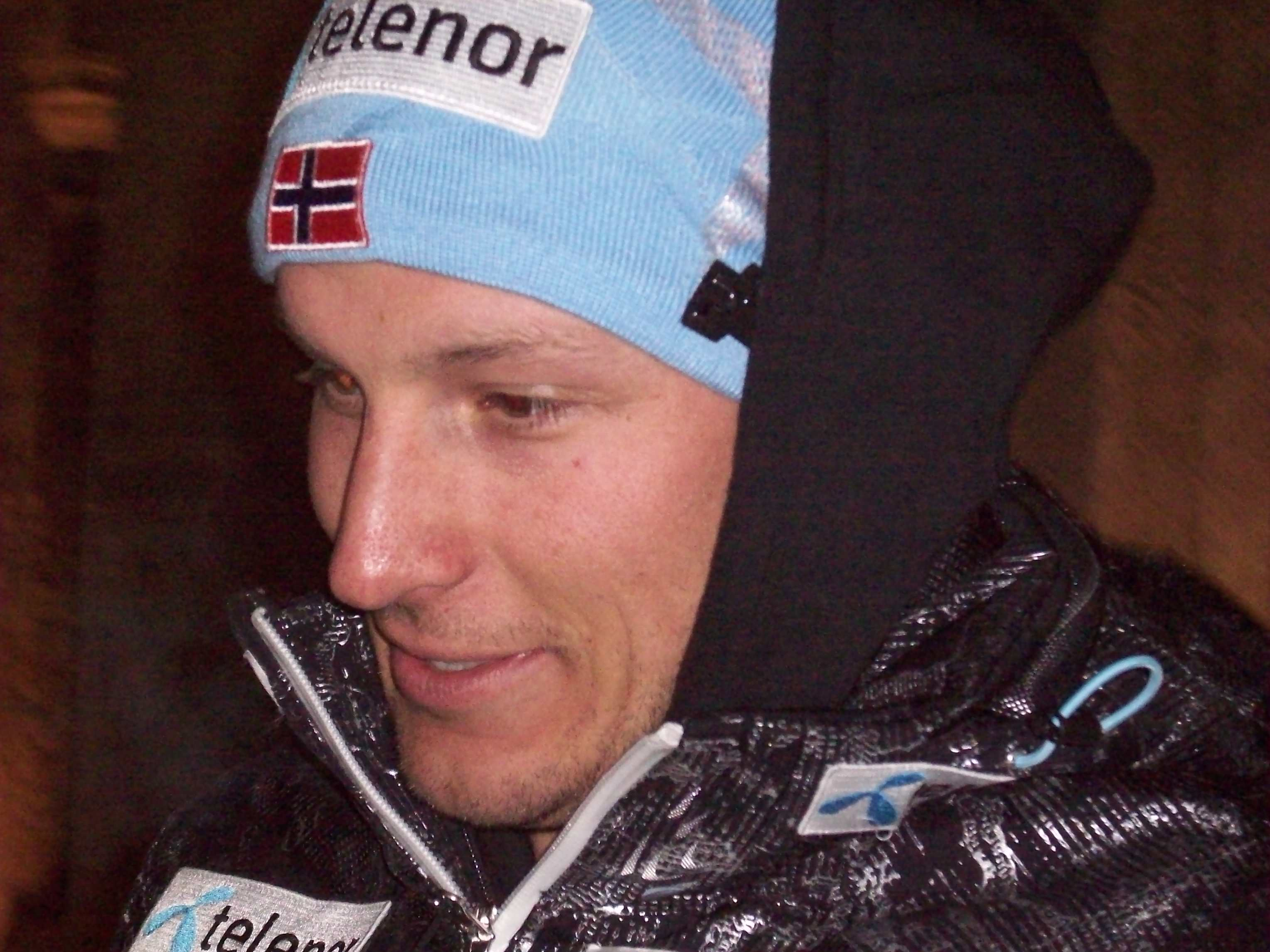
Svindal a Bormio il 27 dicembre 2008

Nel 2008-2009 in Coppa del Mondo Svindal è tornato al successo vincendo due gare consecutive sulla stessa pista sulla quale si era infortunato, la Birds of Prey: il 5 dicembre la discesa libera, il 6 il supergigante. Arrivato alle finali di Åre in piena corsa per aggiudicarsi la vittoria finale, ha conquistato la vetta della classifica generale vincendo la discesa libera e giungendo secondo nel supergigante. La prova di slalom gigante lo ha visto però finire fuori dai primi quindici, ultima posizione valevole per i punti, mentre la contemporanea vittoria di Raich aveva riportato l'austriaco a soli due punti dall'atleta norvegese. L'ultima gara della stagione, lo slalom speciale, sembrava più favorevole a Raich, specialista della disciplina, che partiva con il pettorale numero 1; il campione austriaco però ha inforcato nella prima manche consegnando la coppa di cristallo nelle mani di Svindal che così, il 14 marzo 2009, ha vinto la sua seconda Coppa del Mondo assoluta. La classifica finale indicava infatti 1009 punti per il norvegese e 1007 per l'austriaco: i due punti di margine hanno aggiornato il record del minimo distacco, già detenuto dagli stessi Svindal e Raich. Nel 2009 Svindal, oltre alla vittoria generale, si è anche aggiudicato la sua seconda Coppa del Mondo di supergigante, superando nell'ultima gara in testa alla classifica di specialità Hermann Maier. Nello stesso anno ai Mondiali di Val-d'Isère ha conquistato prima la medaglia di bronzo, dietro allo svizzero Didier Cuche e all'italiano Peter Fill, nella prova di supergigante; poi, il 9 febbraio, quella d'oro nella supercombinata davanti al francese Julien Lizeroux e al croato Natko Zrnčić-Dim. Si è inoltre classificato 11º nella discesa libera e 9º nello slalom gigante.
Convocato per i XXI Giochi olimpici invernali di Vancouver 2010, in Canada, è stato uno dei suoi massimi protagonisti. Dapprima ha vinto infatti la medaglia d'argento nella discesa libera vinta dallo svizzero Didier Défago; quattro giorni dopo si è laureato campione olimpico nel supergigante; infine è giunto terzo nello slalom gigante vinto da Carlo Janka. Non è andato a medaglia, tra le gare disputate, soltanto nella supercombinata, che non ha portato a termine.

### Stagioni 2011-2012

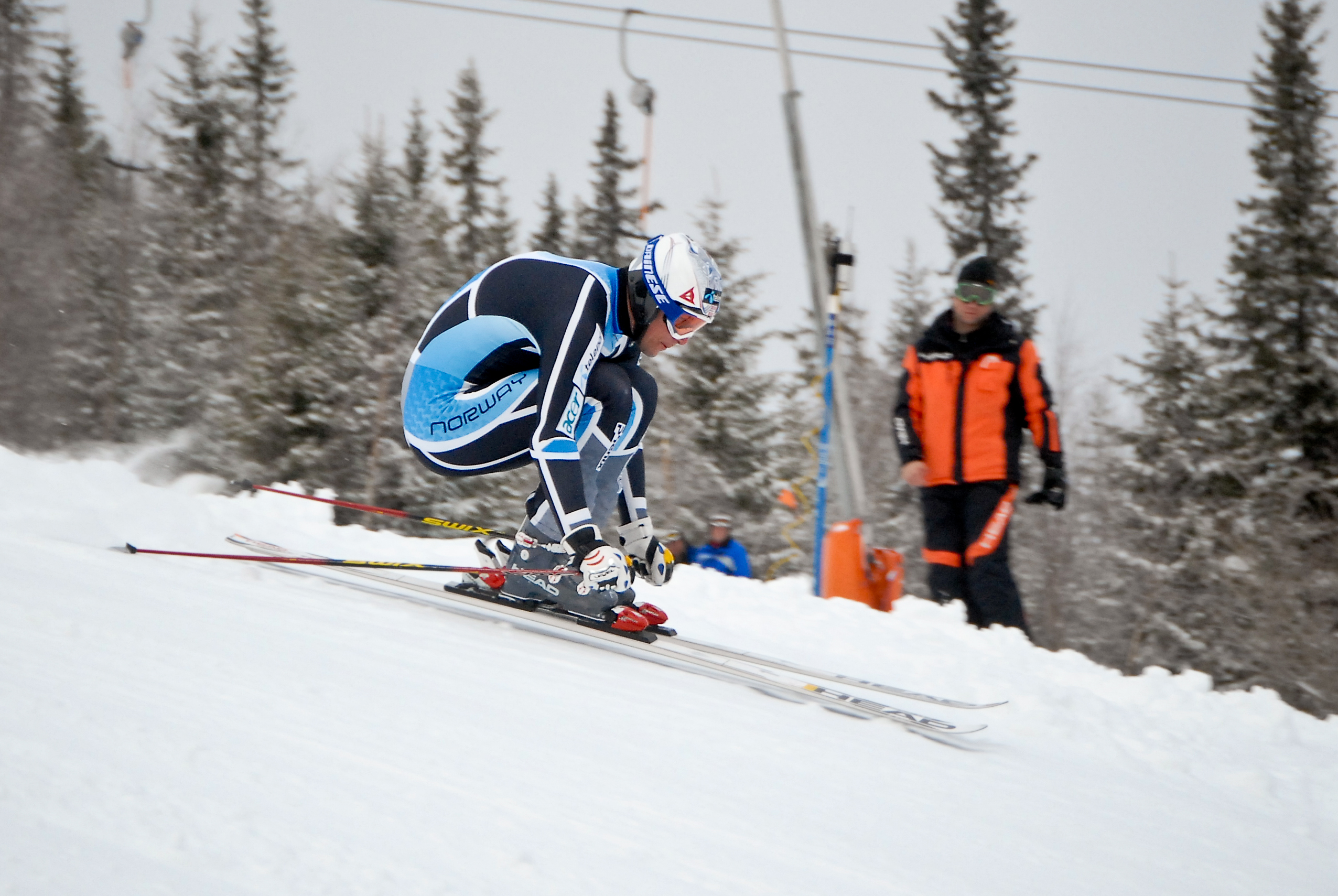
Svindal in gara a Trysil nel 2011

Nel 2011 ai Mondiali di Garmisch-Partenkirchen ha ottenuto il quarto oro iridato, salendo sul gradino più alto del podio nella supercombinata; si è inoltre piazzato 5º nella discesa libera, 4º nello slalom gigante e non ha concluso il supergigante. In Coppa del Mondo non è riuscito a contendere la coppa di cristallo al croato Ivica Kostelić, che se l'è aggiudicata con ampio margine, ma ha vinto una classica dello sci alpino: lo slalom gigante della Chuenisbärgli ad Adelboden.
Nella stagione 2011-2012 si è aggiudicato la sua terza Coppa del Mondo di supergigante e ha chiuso al terzo posto la classifica generale.

### Stagioni 2013-2014
Ai Mondiali di Schladming 2013 è stato nuovamente uno dei protagonisti e ha vinto l'oro nella discesa libera e il bronzo nel supergigante, oltre a essersi classificato 4º nello slalom gigante e a non aver concluso la supercombinata. Nella stessa stagione in Coppa del Mondo si è aggiudicato la sua quarta Coppa di supergigante, raggiungendo al secondo posto nella classifica di coppe di cristallo di questa specialità il campione elvetico Pirmin Zurbriggen, e la sua prima Coppa del Mondo di discesa libera; in classifica generale è stato invece superato dall'austriaco Marcel Hirscher di oltre trecento punti. Svindal si è tuttavia imposto in due classici supergiganti: sulla Saslong della Val Gardena e sulla Streifalm di Kitzbühel.
Ai XXII Giochi olimpici invernali di Soči 2014 è stato portabandiera della Norvegia durante la cerimonia di apertura e si è classificato 4º nella discesa libera, 7º nel supergigante e 8º nella supercombinata. Ha chiuso inoltre la stagione di Coppa del Mondo vincendo nuovamente le Coppe di specialità di discesa libera e di supergigante, classificandosi ancora al secondo posto (sempre dietro a Hirscher) nella classifica generale ma imponendosi in due classiche piste della discesa libera: la Birds of Prey di Beaver Creek e la Stelvio di Bormio.

### Stagioni 2015-2017
All'inizio della stagione 2014-2015 ha subìto un infortunio al tendine d'Achille che l'ha tenuto lontano dalle competizioni per la prima parte della stagione; è tornato alle gare in occasione dei Mondiali di Vail/Beaver Creek 2015, dove è stato 6º sia nella discesa libera sia nel supergigante. Nella stagione successiva, dopo aver ottenuto diversi piazzamenti di rilievo tra i quali le vittorie nelle discese libere di Beaver Creek, Val Gardena e Wengen, durante la discesa libera di Kitzbühel ha subìto un ulteriore grave infortunio, mentre era al comando della classifica generale: la rottura del legamento crociato anteriore del ginocchio destro che lo ha costretto a terminare anzitempo la stagione, chiusa comunque da Svindal al 2º posto nella classifica di discesa libera (superato dall'italiano Fill di 26 punti) e al 3º in quella di supergigante.
Nel gennaio 2017 una seconda operazione al menisco della gamba destra, infortunatasi circa un anno prima, lo ha portato a disputare nella stagione 2016-2017 solamente le gare di dicembre in Val-d'Isère e in Val Gardena, dove ha collezionato due secondi e un terzo posto: ciò lo ha quindi precluso dalla partecipazione ai successivi Mondiali di Sankt Moritz 2017.

### Stagioni 2018-2019
Ai XXIII Giochi olimpici invernali di Pyeongchang 2018, sua ultima presenza olimpica, ha preso parte alla combinata senza però concludere la prova, mentre il 15 febbraio ha vinto la medaglia d'oro nella discesa libera, diventando il primo atleta norvegese ad ottenere il metallo più prezioso in tale disciplina a cinque cerchi nonché il campione olimpico più anziano nella storia dello sci alpino. Ha invece ottenuto un quinto posto nell'ultima gara disputata, il supergigante vinto dall'austriaco Matthias Mayer. Nella stessa stagione in Coppa del Mondo ha ottenuto 3 vittorie e 8 podi, classificandosi al terzo posto nella graduatoria generale, al secondo nella Coppa di discesa libera (70 punti dietro lo svizzero Beat Feuz) e nuovamente terzo in quella di supergigante.
Il 19 gennaio 2019 ha preso per l'ultima volta il via a una gara di Coppa del Mondo, la discesa libera di Wengen chiusa da Svindal al 4º posto, e ai successivi Mondiali di Åre 2019 ha vinto la medaglia d'argento nella discesa libera, ultima gara della sua carriera, ed è stato 16º nel supergigante; nella stagione di Coppa del Mondo i suoi podi sono stati 3, tra i quali l'ultimo è stato la vittoria nel supergigante della Val Gardena del 14 dicembre.

### Dopo il ritiro
Nel settembre 2022, dopo il ritiro dall'attività agonistica, ha reso noto di essere stato colpito da un cancro ai testicoli, di essere stato operato e di aver intrapreso un percorso terapeutico. Ha reso pubblica la sua malattia con lo scopo di sostenere con la sua fama la campagna di informazione e prevenzione della malattia.

## Palmarès

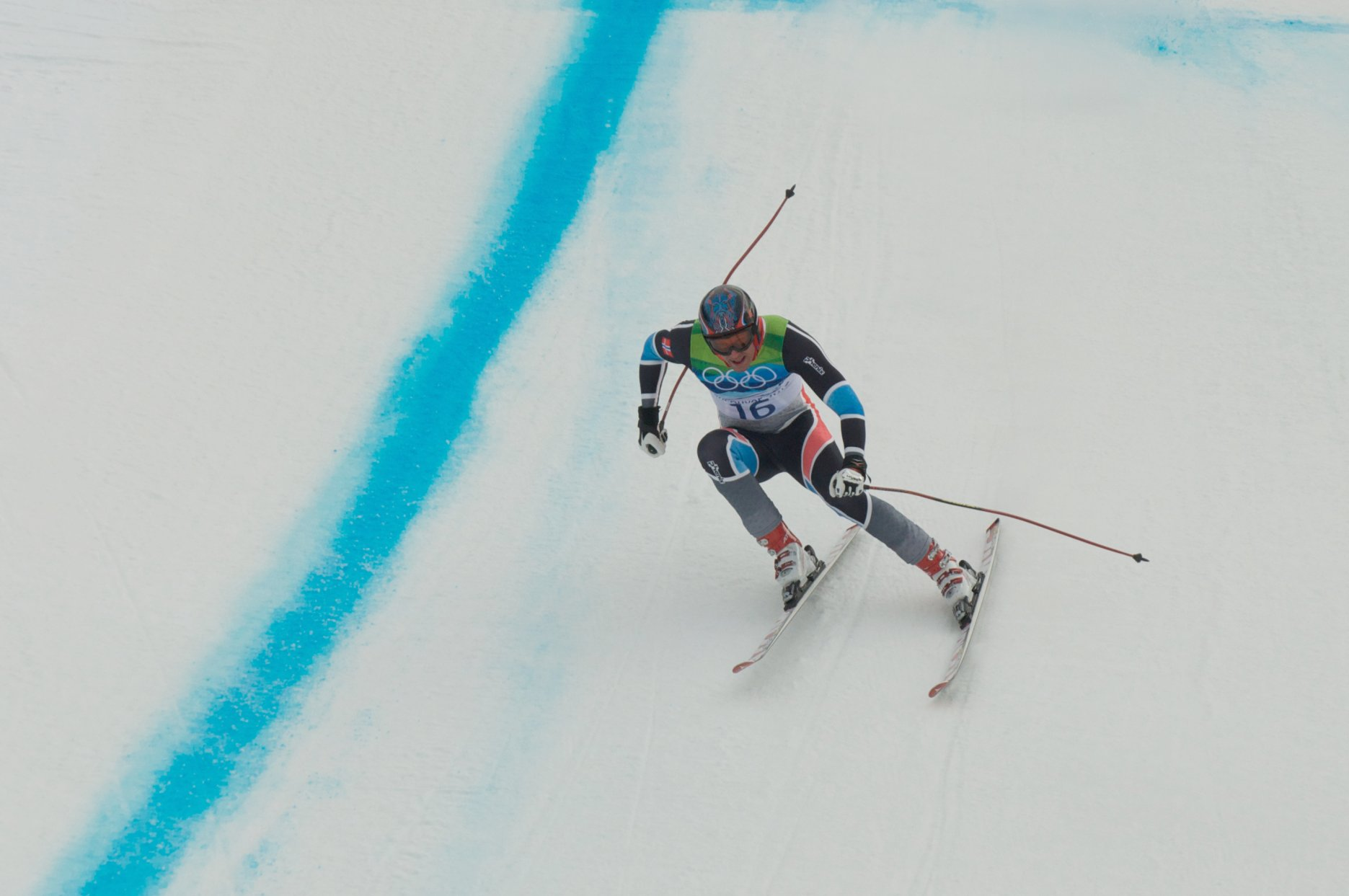
Svindal in gara nella discesa libera olimpica di, dove vinse la medaglia d'argento

### Olimpiadi
- 4 medaglie:
  - 2 ori (supergigante a Vancouver 2010; discesa libera a Pyeongchang 2018)
  - 1 argento (discesa libera a Vancouver 2010)
  - 1 bronzo (slalom gigante a Vancouver 2010)

### Mondiali
- 9 medaglie:
  - 5 ori (discesa libera, slalom gigante a Åre 2007; supercombinata a Val-d'Isère 2009; supercombinata a Garmisch-Partenkirchen 2011; discesa libera a Schladming 2013)
  - 2 argenti (combinata a Bormio/Santa Caterina Valfurva 2005; discesa libera a Åre 2019)
  - 2 bronzi (supergigante a Val-d'Isère 2009; supergigante a Schladming 2013)

### Mondiali juniores
- 4 medaglie:
  - 1 oro (combinata a Tarvisio 2002)
  - 1 argento (supergigante a Tarvisio 2002)
  - 2 bronzi (discesa libera, slalom speciale a Tarvisio 2002)

### Coppa del Mondo
- Vincitore della Coppa del Mondo nel 2007 e nel 2009
- Vincitore della Coppa del Mondo di discesa libera nel 2013 e nel 2014
- Vincitore della Coppa del Mondo di supergigante nel 2006, nel 2009, nel 2012, nel 2013 e nel 2014
- Vincitore della Coppa del Mondo di slalom gigante nel 2007
- Vincitore della Coppa del Mondo di combinata nel 2007
- 80 podi:
  - 36 vittorie
  - 19 secondi posti
  - 25 terzi posti

#### Coppa del Mondo - vittorie
| Data             | Località     | Paese       | Specialità |
| ---------------- | ------------ | ----------- | ---------- |
| 27 novembre 2005 | Lake Louise  | Canada      | SG         |
| 15 marzo 2006    | Åre          | Svezia      | DH         |
| 30 novembre 2006 | Beaver Creek | Stati Uniti | SC         |
| 21 dicembre 2006 | Hinterstoder | Austria     | GS         |
| 14 marzo 2007    | Lenzerheide  | Svizzera    | DH         |
| 15 marzo 2007    | Lenzerheide  | Svizzera    | SG         |
| 17 marzo 2007    | Lenzerheide  | Svizzera    | GS         |
| 28 ottobre 2007  | Sölden       | Austria     | GS         |
| 25 novembre 2007 | Lake Louise  | Canada      | SG         |
| 5 dicembre 2008  | Beaver Creek | Stati Uniti | DH         |
| 6 dicembre 2008  | Beaver Creek | Stati Uniti | SG         |
| 11 marzo 2009    | Åre          | Svezia      | DH         |
| 18 dicembre 2009 | Val Gardena  | Italia      | SG         |
| 8 gennaio 2011   | Adelboden    | Svizzera    | GS         |
| 27 novembre 2011 | Lake Louise  | Canada      | SG         |
| 14 marzo 2012    | Schladming   | Austria     | DH         |
| 24 novembre 2012 | Lake Louise  | Canada      | DH         |
| 25 novembre 2012 | Lake Louise  | Canada      | SG         |
| 14 dicembre 2012 | Val Gardena  | Italia      | SG         |
| 25 gennaio 2013  | Kitzbühel    | Austria     | SG         |
| 3 marzo 2013     | Kvitfjell    | Norvegia    | SG         |
| 1º dicembre 2013 | Lake Louise  | Canada      | SG         |
| 6 dicembre 2013  | Beaver Creek | Stati Uniti | DH         |
| 20 dicembre 2013 | Val Gardena  | Italia      | SG         |
| 29 dicembre 2013 | Bormio       | Italia      | DH         |
| 28 novembre 2015 | Lake Louise  | Canada      | DH         |
| 29 novembre 2015 | Lake Louise  | Canada      | SG         |
| 4 dicembre 2015  | Beaver Creek | Stati Uniti | DH         |
| 18 dicembre 2015 | Val Gardena  | Italia      | SG         |
| 19 dicembre 2015 | Val Gardena  | Italia      | DH         |
| 16 gennaio 2016  | Wengen       | Svizzera    | DH         |
| 22 gennaio 2016  | Kitzbühel    | Austria     | SG         |
| 2 dicembre 2017  | Beaver Creek | Stati Uniti | DH         |
| 16 dicembre 2017 | Val Gardena  | Italia      | DH         |
| 19 gennaio 2018  | Kitzbühel    | Austria     | SG         |
| 14 dicembre 2018 | Val Gardena  | Italia      | SG         |

Legenda:

DH = discesa libera

SG = supergigante

GS = slalom gigante

SC = supercombinata

### Coppa Europa
- Miglior piazzamento in classifica generale: 3º nel 2003
- Vincitore della classifica di slalom speciale nel 2003
- 7 podi:
  - 5 vittorie (2 in slalom gigante, 3 in slalom speciale)
  - 1 secondo posto (in slalom gigante)
  - 1 terzo posto (in slalom speciale)

#### Coppa Europa - vittorie
| Data             | Località      | Paese    | Specialità |
| ---------------- | ------------- | -------- | ---------- |
| 11 dicembre 2002 | San Vigilio   | Italia   | GS         |
| 7 gennaio 2003   | Kranjska Gora | Slovenia | SL         |
| 16 gennaio 2003  | Saas-Fee      | Svizzera | GS         |
| 24 febbraio 2003 | Madesimo      | Italia   | SL         |
| 25 febbraio 2003 | Madesimo      | Italia   | SL         |

Legenda:

GS = slalom gigante

SL = slalom speciale

### Australia New Zealand Cup
- Miglior piazzamento in classifica generale: 9º nel 2011
- Vincitore della classifica di supergigante nel 2011
- 2 podi (entrambi in supergigante):
  - 2 vittorie

#### Australia New Zealand Cup - vittorie
| Data              | Località   | Paese         | Specialità |
| ----------------- | ---------- | ------------- | ---------- |
| 9 settembre 2010  | Mount Hutt | Nuova Zelanda | SG         |
| 10 settembre 2010 | Mount Hutt | Nuova Zelanda | SG         |

Legenda:

SG = supergigante

### Campionati norvegesi
- 34 medaglie:[16]
  - 21 ori (slalom gigante, slalom speciale, combinata nel 2003; supergigante, slalom speciale, combinata nel 2004; slalom gigante nel 2005; discesa libera, supergigante, slalom gigante, slalom speciale, combinata nel 2006; slalom gigante nel 2007; discesa libera, supergigante nel 2010; supergigante, slalom gigante, supercombinata nel 2012; discesa libera, supergigante, supercombinata nel 2013)[17]
  - 6 argenti (slalom gigante nel 2004; slalom gigante, supercombinata nel 2010; supergigante, slalom gigante nel 2011; discesa libera nel 2012)
  - 7 bronzi (discesa libera nel 2002; slalom speciale nel 2005; supergigante nel 2007; slalom gigante nel 2009; supergigante, slalom gigante nel 2014; discesa libera nel 2018)

### Campionati norvegesi juniores
- 2 medaglie:[18]
- 2 ori (supergigante nel 2001; discesa libera nel 2002)

## Statistiche

### Podi in Coppa del Mondo
| 1º     | 2º                     | 3º                     | 1º                     | 2º                     | 3º                     | 1º                     | 2º                     | 3º                     | 1º                     | 2º                     | 3º                     | 1º                     | 2º                     | 3º                     |                        |                        |                        |                        |                        |                        |                        |                        |
| 2002   |                        |                        |                        |                        |                        |                        |                        |                        |                        |                        |                        |                        |                        |                        |                        | 0                      |                        |                        |                        |                        |                        |                        |
| 2003   |                        |                        |                        |                        |                        |                        |                        |                        |                        |                        | 1                      |                        |                        |                        |                        | 1                      |                        |                        |                        |                        |                        |                        |
| 2004   |                        |                        |                        |                        |                        |                        |                        |                        |                        |                        |                        |                        |                        |                        |                        | 0                      |                        |                        |                        |                        |                        |                        |
| 2005   |                        |                        |                        |                        |                        |                        |                        |                        |                        |                        |                        |                        |                        |                        |                        | 0                      |                        |                        |                        |                        |                        |                        |
| 2006   | 1                      |                        |                        | 1                      |                        | 1                      |                        |                        | 1                      |                        |                        | 1                      |                        |                        |                        | 5                      |                        |                        |                        |                        |                        |                        |
| 2007   | 1                      |                        |                        | 1                      |                        |                        | 2                      | 1                      | 1                      | 1                      |                        | 1                      |                        |                        |                        | 8                      |                        |                        |                        |                        |                        |                        |
| 2008   |                        |                        |                        | 1                      |                        |                        | 1                      |                        |                        |                        |                        |                        |                        |                        |                        | 2                      |                        |                        |                        |                        |                        |                        |
| 2009   | 2                      |                        | 1                      | 1                      | 2                      |                        |                        |                        | 1                      |                        |                        |                        |                        |                        |                        | 7                      |                        |                        |                        |                        |                        |                        |
| 2010   |                        | 1                      | 1                      | 1                      |                        | 2                      |                        |                        | 1                      |                        |                        |                        |                        |                        |                        | 6                      |                        |                        |                        |                        |                        |                        |
| 2011   |                        | 1                      | 1                      |                        |                        | 1                      | 1                      | 1                      |                        |                        |                        | 2                      |                        |                        |                        | 7                      |                        |                        |                        |                        |                        |                        |
| 2012   | 1                      |                        | 1                      | 1                      | 2                      |                        |                        |                        |                        |                        |                        |                        |                        |                        |                        | 5                      |                        |                        |                        |                        |                        |                        |
| 2013   | 1                      | 2                      | 1                      | 4                      | 1                      |                        |                        |                        |                        |                        |                        |                        |                        |                        |                        | 9                      |                        |                        |                        |                        |                        |                        |
| 2014   | 2                      | 1                      | 1                      | 2                      |                        | 1                      |                        |                        |                        |                        |                        |                        |                        |                        |                        | 7                      |                        |                        |                        |                        |                        |                        |
| 2015   | stagione non disputata | stagione non disputata | stagione non disputata | stagione non disputata | stagione non disputata | stagione non disputata | stagione non disputata | stagione non disputata | stagione non disputata | stagione non disputata | stagione non disputata | stagione non disputata | stagione non disputata | stagione non disputata | stagione non disputata | stagione non disputata | stagione non disputata | stagione non disputata | stagione non disputata | stagione non disputata | stagione non disputata | stagione non disputata |
| 2016   | 4                      |                        |                        | 3                      |                        |                        |                        |                        |                        |                        | 1                      |                        |                        | 1                      |                        | 9                      |                        |                        |                        |                        |                        |                        |
| 2017   |                        | 1                      | 1                      |                        | 1                      |                        |                        |                        |                        |                        |                        |                        |                        |                        |                        | 3                      |                        |                        |                        |                        |                        |                        |
| 2018   | 2                      | 2                      | 2                      | 1                      |                        | 1                      |                        |                        |                        |                        |                        |                        |                        |                        |                        | 8                      |                        |                        |                        |                        |                        |                        |
| 2019   |                        |                        | 1                      | 1                      |                        | 1                      |                        |                        |                        |                        |                        |                        |                        |                        |                        | 3                      |                        |                        |                        |                        |                        |                        |
| Totale | 14                     | 8                      | 10                     | 17                     | 6                      | 7                      | 4                      | 2                      | 4                      | 1                      | 2                      | 4                      | 0                      | 1                      | 0                      | 80                     |                        |                        |                        |                        |                        |                        |
| Totale | 32                     | 32                     | 32                     | 30                     | 30                     | 30                     | 10                     | 10                     | 10                     | 7                      | 7                      | 7                      | 1                      | 1                      | 1                      | 80                     |                        |                        |                        |                        |                        |                        |

## Riconoscimenti
- Skieur d'Or nel 2007[20]
- Sportivo norvegese dell'anno nel 2007[senza fonte]